# Ponte de Pedra de Aljezur
A Ponte de Pedra de Aljezur é um monumento na vila de Aljezur, na região do Algarve, em Portugal.

## Descrição e história
Esta estrutura consiste nas ruínas de uma pequena ponte em pedra, de possível origem medieval, com um tabuleiro de traçado ligeiramente curvo. Situa-se numa zona rural, a Norte da vila de Aljezur. Cruza a Ribeira de Aljezur, junto ao local da sua confluência com a Ribeira do Areeiro. Nas imediações situa-se um outro ponto de interesse, o Escama-peixe, onde a ribeira era desviada para o moinho de água do Serradinho, e que no passado era um local muito utilizado pelos habitantes da vila para a lavagem da roupa.
Esta não terá sido a única ponte de origem medieval em Aljezur, já que também terá sido durante este período que foi construída a primeira ponte junto ao centro da vila, que foi substituída por uma nova estrutura no século XX.